# Кустовичі
Кустовичі (біл. Кустовічы) — село в Білорусі, у Кобринському районі Берестейської області. Орган місцевого самоврядування — Городецька сільська рада.

## Географія
Розташоване за 20 км на схід від Кобриня.

## Історія
У 1549 році кількома дворищами в селі володів кобринський Спаський монастир. Наприкінці XVIII століття власниками села стали російські поміщики Енгельгардти, з яких походила Софія Енгельгардт, дружина Павла Енгельгардта, поміщика Тараса Шевченка. У 1939—1942 роках у селі діяла українська школа.

## Населення
За переписом населення Білорусі 2009 року чисельність населення села становила 233 особи.